# Tounkite
La tounkite è un minerale e, in particolare, un feldspatoide appartenente al gruppo della cancrinite; è stata scoperta nei depositi di lazurite della depressione di Tunka (a cui deve il nome) nella regione del lago Baikal.
La struttura si caratterizza per essere costituita da strati di anelli, formati sei tetraedri (AlO6 e SiO6), dove gli ioni Al e Si si alternano regolarmente nei siti tetraedrici della struttura, secondo la regola di Loewenstein.
Le cavità della struttura contengono sia cationi alcalini e alcalini-terrosi sia molecole d'acqua.

## Abito cristallino
Abito colonnare, con cristalli che raggiungono il centimetro di lunghezza.

## Origine e giacitura
Presente nelle rocce contenenti diopside e lazurite, generalmente sostituisce la lazurite. 
Si rinviene in associazione con calcite, diopside, afghanite e lazurite.